# Diecezja Bubanza
Diecezja Bubanza (łac. Diœcesis Bubantina) – diecezja rzymskokatolicka w Burundi, z siedzibą w Bubanzy. Powstała w 1980 z terenów diecezji bużumburskiej.

## Główne świątynie
- Katedra: Katedra Chrystusa Króla w Bubanzy

## Biskupi diecezjalni
- bp Evariste Ngoyagoye (1980–1997)
- bp Jean Ntagwarara (1997–2023)
- bp Emmanuel Ntakarutimana (2025–nadal)